# Roger Ebert

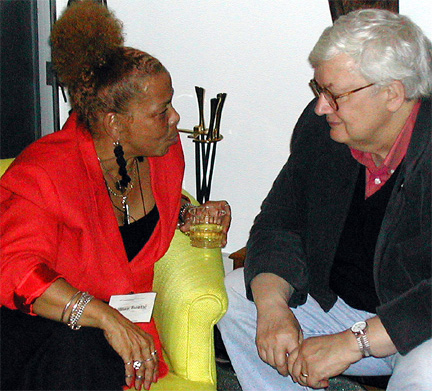
Roger Ebert (rechts)

Roger Joseph Ebert (Urbana (Illinois), 18 juni 1942 – Chicago, 4 april 2013) was een Amerikaans filmrecensent en -schrijver. In 1975 was hij de eerste filmcriticus die een Pulitzerprijs voor zijn werk ontving.

## Loopbaan
Ebert schreef sinds 1967 filmkritieken voor de Chicago Sun-Times. Tussen 1962 en 1999 was hij samen met mederecensent Gene Siskel de presentator van het zeven keer voor een Emmy Award genomineerde filmprogramma Siskel & Ebert. Na Siskels overlijden in 1999 ging Ebert verder met filmrecensent Richard Roeper in het programma At the Movies with Ebert & Roeper.
Ebert verkreeg eredoctoraten van de Universiteit van Colorado, het American Film Institute en de School of the Art Institute of Chicago. Tevens kreeg hij in juni 2005 als eerste filmcriticus een ster op de Hollywood Walk of Fame.
Op 31 januari 2009 werd Ebert door de Directors Guild of America benoemd tot erelid voor het leven.
In 2006 werd Ebert behandeld voor schildklierkanker, maar hij overleed op 4 april 2013 aan de gevolgen hiervan. Eerder verloor hij hierbij zijn stem.